# Base aérienne 126 Solenzara
Pour les articles homonymes, voir Solenzara.
La base aérienne 126 Ventiseri-Solenzara - appelée « Capitaine Preziosi » est une base opérationnelle de l'Armée de l'air et de l'espace située dans le département de la Haute-Corse.

## Situation
La BA 126 est située sur la commune de Ventiseri, au lieu-dit Travo. Bien que Solenzara figure dans son appellation usuelle, elle est à plusieurs kilomètres du village portant ce nom, d'ailleurs situé en Corse-du-Sud, sur la commune de Sari-Solenzara.
Le terrain de la base est situé à l'Est de la commune, entre la route territoriale 10 (ex-RN 198) (Bastia - Bonifacio) et la plage, bordé au Nord par l'étang de Palo et au Sud par le fleuve côtier Travo. De l'autre côté de la route à l'Ouest, le long de la plate-forme de l'ancienne voie ferrée devenue aujourd'hui la D 545, deux lotissements abritent des logements du personnel : la « cité de l'Air » et le lotissement Simonpoli.

## Localisation
| \| 10 km1:520 000 \| Corte Ghisonaccia Ajaccio Bastia Calvi Figari Solenzara Propriano |
| 10 km1:520 000                                                                         |

## Historique

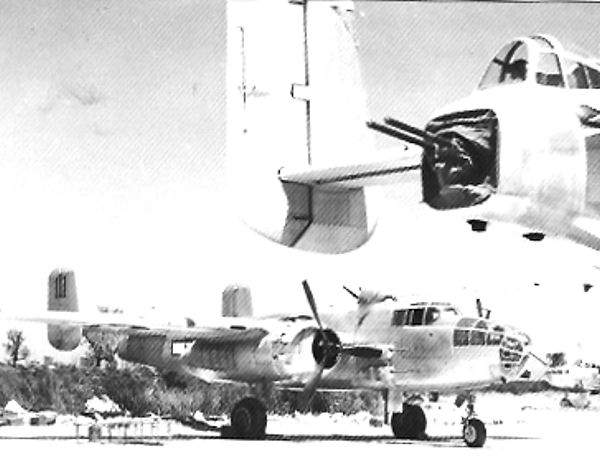
B-25J américains à Solenzara en 1944.

Un premier aérodrome fut construit en 1944 pour la 12th USAAF qui en bâtit plusieurs autres sur ce que l'on a parfois surnommé l'USS Corsica durant la Seconde Guerre mondiale. Des unités d'avions de chasse et de bombardements furent des moyens déployées sur le site en ayant soutenu entre autres le débarquement de Provence.
Le site actuel fut initié par le projet de construction de quatre bases par l'OTAN afin d'assurer l'entraînement des escadres de chasse américaines, belges, néerlandaises et françaises.
La mise en chantier eut lieu en 1956, l'aménagement de la piste d'envol fut achevé en 1958, l'atterrissage des premiers appareils eut lieu le 30 mai 1960 et depuis la Guerre froide, elle servit de base d'entraînements au tir pour les forces de l'OTAN
En octobre 1964, la base aérienne se voit affecter l'escadrille de liaisons aériennes et de sauvetage ELAS-1/44 qui volait alors sur Dassault Flamant et sur Sikorsky H-34. En 1972, l'unité reçoit un monomoteur MH-1521 Broussard et un hélicoptère monoturbine SA-319 Alouette III. Moins de deux ans plus tard, fin 1974 les bimoteurs de Dassault quittèrent l'ELAS-1/44. Il en fut de même pour le H-34 en mai 1976. Un an auparavant, en février 1975 l'ELAS-1/44 perçut son premier Puma. À cette flotte hétéroclite vinrent s'ajouter en 1982 deux avions N-262A. L'année suivante, en avril 1983, l'ELAS-1/44 fut dissoute et devint alors l'escadron de transport et de sauvetage ETS-1/44. Quatre ans plus tard, en décembre 1987, un des Broussard de l'unité s'écrasa en montagne tuant ses trois occupants. Un an plus tard tous les appareils de ce type furent retirés du service opérationnel par l'armée de l'air. En 1988 toujours l'ETS-1/44 se vit ôter ses deux N-262. Cela amena un nouveau changement de désignation. Désormais dotée uniquement de voilures tournantes l'unité reçut, en novembre 1988, la désignation d'escadron d'hélicoptères EH 06.067. Les Alouette III quittèrent l'unité en 1997. En 2007, l'EH 06.067 est devenu EH 01.044, tandis que ses Puma laissaient la place aux Super Puma toujours en service en 2013.
La base servit pour des opérations en 1993, lors de la guerre de Bosnie, puis en 1999 pour la guerre du Kosovo. Lors de ce dernier conflit, la Royal Air Force déploya des Panavia Tornado sur le site.
Cette base est en première ligne lors de l'intervention militaire de 2011 en Libye. Au 11 avril 2011, elle abrite 23 chasseurs et une dizaine de sorties par jour sont effectuées à partir de Solenzara, avec un minimum de huit et un maximum de quatorze.

## Caractéristiques
La BA 126 peut accueillir jusqu'à 40 chasseurs et 10 avions de transport tactique et sa piste de 2 627 m permettrait de recevoir des avions de transport stratégique et des ravitailleurs en vol. La garnison compte en temps normal 950 personnels.
Elle possède un dépôt de munitions et trois dépôts de carburant qui sont ravitaillés par mer, ce qui lui assure trois mois d'autonomie en carburant aviation.

## Missions et unités
Sa mission principale est le support des escadrons de combat de l'Armée de l'air et de plusieurs unités de l'OTAN qui viennent en rotation pour s'entraîner au tir air-air et en air-sol. Sa position géographique la désigne naturellement comme base avancée pour les opérations aériennes en Méditerranée.
Une seule unité navigante, l'escadron d'hélicoptères 01.044 Solenzara, y est basée en permanence. Elle héberge également en permanence un escadron de gendarmerie mobile, un détachement du 44e régiment de transmissions et chaque été, un détachement de l'une des  Unités d'instruction et d'intervention de la sécurité civile pour la campagne feux de forêts. Sa section munitions dépend depuis 2011 de l'établissement principal des munitions « Méditerranée » du Service interarmées des munitions

## Commandants
- Colonel Stéphane Groën ( - 2 septembre 2015)
- Colonel Marc Le Bouil (2 septembre 2015 - 1er septembre 2017)[7]
- Colonel Cyril Meunier (1er septembre 2017 - 27 août 2019)
- Colonel Olivier Ribette (27 août 2019 - 25 août 2021)
- Colonel Mathieu Bernabé (depuis le 25 août 2021)

## Insigne de la base aérienne 126 «Cne Preziosi»
L'insigne de la Base aérienne 126 a été homologué le 14 juin 1962 sous le numéro A 869 par le Service historique de l'armée de l'air.
La Corse est entourée du bleu de la mer. L'emplacement de la base est marqué par l'insigne de l'OTAN, entouré d'un cercle symbolisant une cible. Les trois avions proviennent des pays venant s'entraîner sur la base. Ils sont de couleur rouge, symbole du tir, vocation principale de la base.